# Aerocomp Comp Air 12
L'Aerocomp Comp Air 12 est un monomoteur d'affaire et de transport léger, version turbopropulsée du Comp Air Jet.
C'est un monoplan à aile basse cantilever coiffée de winglets de construction entièrement composite à train tricycle escamotable. 10 personnes doivent prendre place à bord. Le prototype a effectué son premier vol le 14 avril 2007. Aerocomp espère mener cet avion à la certification avant de le commercialiser en kit pour la construction amateur.
Les chiffres donnés ci-contre correspondent à des données calculées.